# Karl von Strotha
Karl Adolf von Strotha (Frankenstein, 1786 — Berlim, 15 de Fevereiro de 1870) foi oficial, historiador militar e ministro da guerra da Prússia.
Ingressou na infantaria prussiana em 1805 e no ano seguinte lutou na batalha de Jena-Auerstedt. Foi dispensado do exército depois da derrota prussiana e veio a ser reconvocado em 1809. Participou nas batalhas de Lützen, Bautzen, Haynau, Kulm, Dohna e Leipzig durante as guerras de libertação contra Napoleão Bonaparte.
Foi nomeado ministro da guerra em 2 de novembro de 1848, época em que teve participação decisiva na organização militar da contra-revolução face à Primavera dos Povos.   